# Peltodasia mageraensis
Peltodasia mageraensis är en tvåvingeart som beskrevs av Vanschuytbroeck 1963. Peltodasia mageraensis ingår i släktet Peltodasia och familjen Pyrgotidae.
Artens utbredningsområde är Kongo. Inga underarter finns listade i Catalogue of Life.